# Цілісно-металева оболонка
«Цілісно-металева оболонка» (інший варіант перекладу — «Суцільнометалева оболонка»; англ. Full Metal Jacket) — антивоєнний драматичний фільм 1987 року, знятий режисером та продюсером Стенлі Кубріком, який також написав сценарій у співавторстві з Майклом Герром та Густавом Гасфордом. У фільмі, заснованому на романі Гасфорда «Short-Timers» 1979 року, знялися Меттью Модайн, Лі Ермі, Вінсент Д'Онофріо та Адам Болдуін.
Сюжет фільму розповідає про загін американських морських піхотинців, які проходять підготовку у таборі морської піхоти на вербувальному складі Перріс Айленд, Південна Кароліна. У першій половині фільму основна увага приділяється рядовим Джей Ті Девісу та Леонарду Лоуренсу на прізвисько Джокер і Пайл, які зазнають труднощів під керівництвом жорстокого інструктора сержанта Хартмана. У другій половині фільму Джокер і ще один морпіх з загону потрапляють до в'єтнамських міст Дананг і Хюе під час наступу Тет під час війни у В'єтнамі. Назва фільму відсилає до кулі Full Metal Jacket (FMJ), яку використовують військовослужбовці.
Компанія Warner Bros. випустила фільм в США 26 червня 1987 року. Це був останній фільм Кубрика, що вийшов за його життя. Фільм отримав визнання критиків, зібрав 120 мільйонів доларів при бюджеті 16 мільйонів доларів і був номінований на «Оскар» за найкращий адаптований сценарій Кубріка, Герра та Гасфорда. 2001 року Американський інститут кіно поставив фільм на 95 місце в опитуванні «100 найгостросюжетніших американських фільмів за 100 років за версією AFI».

## Акторський склад
- Меттью Модайн у ролі рядового сержанта Дж. Т. «Джокера» Девіса, молодого морського піхотинця.
- Вінсент Д'Онофріо в ролі рядового Леонарда «Купи» (Gomer Pyle) Лоуренса, огрядного, повільного новобранця, який є об'єктом глузувань Гартмана.
- Р. Лі Ермі в ролі сержанта Гартмана, суворого, безтактовного та безжального старшого інструктора зі стройової підготовки.
- Адам Болдвін у ролі Звірюги, спраглого до бою кулеметника, який пишається тим, що вбиває ворожих солдатів. Арнольд Шварценеггер спочатку розглядався на цю роль, але відмовився від неї на користь ролі у фільмі «Людина, що біжить».
- Арлісс Говард у ролі рядового/сержанта «Ковбоя» Еванса, друга Джокера та члена загону.
- Кевін Майор Говард у ролі Рафтермана, бойового фотографа.
- Доріан Гаревуд у ролі Щасливчика, члена загону.
- Тім Колсері в ролі безжального стрільця вертольота, який пропонує Джокеру та Рафтерману написати про нього статтю. Колсері, колишній морський піхотинець, спочатку мав грати Гартмана, але ця роль дісталася Ермі. В якості розради Кубрик дав Колсері меншу роль.

Також у ролях: Ед О'Росс в ролі лейтенанта Уолтера Дж. «Тачдауна» Шиноскі, першого командира взводу; Джон Террі — лейтенант Локхарт, редактор Stars and Stripes; Брюс Боа в ролі полковника, який докоряє Джокеру за символ миру на лацкані. Кубрик і його донька Вівіан не зазначені в титрах — вони зіграли фотографів на місці різанини у В'єтнамі.

## Сенси
Есе Майкла Пурселла «Цілісно-металева оболонка: The Unravelling of Patriarchy» (1988) було раннім, поглибленим розглядом двочастинної структури фільму та його критики мужності, у якому говориться, що фільм показує «війну та порнографію як межі однієї системи».
Більшість рецензій зосередилися на темах промивання мізків військовим першої частини фільму, тоді як зміст другої половини фільму видався заплутанішим і розрізненим. Рита Кемплі з The Washington Post написала: «Ніби вони запозичили шматочки з кожного військового фільму, щоб зробити цей еклектичний фінал». Роджер Еберт побачив у фільмі спробу розповісти історію окремих персонажів та впливу війни на них. На думку Еберта, у результаті вийшов безформний фільм, який «більше нагадує збірник оповідань, ніж роман». Джуліан Райс у своїй книзі «Надія Кубрика» (2008) розглянула другу частину фільму як продовження психічної подорожі Джокера у спробі зрозуміти людське зло.

## Різниця між романом та сценарієм
Кінознавець Грег Дженкінс проаналізував екранізацію роману у вигляді сценарія і дійшов наступних висновків. По-перше, роман складається з трьох частин, на відміну від фільму, який має суттєве розширення відносно першої частини про табір на острові Перріс і, фактично, відкинута третя частина. Це додає фільму подвійну структуру, оповідаючи дві певною мірою незалежні один від одного історії, пов'язані спільними темами й персонажами. Дженкінс вказав, що вищеозначена структура вписується в слова Кубріка, який на початку 1960-х років розвивав власну концепцію фільмознімання, що ставить за мету розірвати звичні шаблони оповіді.
Сержант Гартман, перейменований з книги в Герхайма, грає більшу роль в сценарії, ніж раніше наділену в книжці. Некомпетентність рядового Пайла відбивається в сценарії на інших членів загону, коли як в романі він залишається єдиним новобранцем, який геть не проявляється на службі. В фільмі Гартна не повідомляє іншим солдатам, що вважає Пайла психічно нестабільним — «Розділ 8»; замість цього Джокер ставить під сумнів психічний стан Пайла. Гарман напроти хвалить Пайла, кажучи, що він «народився заново сильним». Дженкінс вказує, що зображення Гартмана в тепліших взаєминах з солдатами у перспективі сюжету ставить під загрозу баланс фільму, який залежить від видовища того, як звичайнісінькі солдати зближаються з Гартманом мов з силою природи, котра втілює культ вбивці.
Декотрі сцени з книги були видалені або перемішані один з одним під час написання сценарію. Приміром, вступ Ковбоя до «Загону хтивих» було помітно скорочено і доповнено матеріалом з інших частин книги. Хоча, третя частина була переважно призабута, елементи з неї вставлені в інші частини фільму. Наведемо ще прикладів, як от кульмінаційний епізод зі снайпером являє собою поєднання частини 2 і 3 книги. За словами Дженкінса. фільм висвітлений більш драматично, але з меншими кількостями жахів, ніж представлених в романі.
Загалом, фільм часто має мінорніший тон, ніж книга, котра покладається на відчуття бездушного гумору. У фільмі Джокер залишається образом гуманного мислення, про що свідчить його моральна боротьба зі снайпером, і подібні події. Джокер намагається перебороти власну слабкість, а не змагатися з іншими морпіхами. Фільм упускає фінальне панування Джокера над тваринним єством, що показано в книжці.
У фільмі також відсутня смерть Рафтермана; за словами Дженкінса, це дозволяє глядачам замислитися над особистісним ростом Рафтермана і спрогнозувати його майбутній ріст опісля війни.